# Ludwig Caluwé
Pour les articles homonymes, voir Caluwé.
Ludwig Caluwé est un Homme politique belge (membre de CD&V), né à Mortsel le 5 juillet 1961.
Après une licence de droits aux facultés universitaires Sint-Ignatius à Anvers, il devient assistant au cabinet ministériel des affaires sociales et réformes institutionnelles de Jean-Luc Dehaene de 1984 à 1988 puis assistant du cabinet ministériel des transports et réformes institutionnelles de Jean-Luc Dehaene de 1988 à 1989. Ludwig Caluwé est président des jeunesses CVP de 1989 à 1995, sénateur de 1995 à 1999, membre du parlement flamand de 1999 à 2012, à nouveau sénateur de 1999 à 2004 et conseiller municipal d'Essen depuis 2001.
Il est chevalier de l'Ordre de Léopold.